# Exogone caribensis
Exogone caribensis är en ringmaskart som beskrevs av San Martin 1991. Exogone caribensis ingår i släktet Exogone och familjen Syllidae. Inga underarter finns listade i Catalogue of Life.